# Бусырева, Татьяна Викторовна
Татьяна Викторовна Бусырева (род. 1943) — советский и российский художник и скульптор. Член Союза художников СССР (с 1973). Почётный член РАХ (2015). Заслуженный художник Российской Федерации (1997).

## Биография
Родился 13 сентября 1943 года в Перми.
С 1964 по 1969 год обучалась в МГХПА имени С. Г. Строганова у таких педагогов как 
В. А. Ватагин и С. Т. Конёнкова. 
Наиболее известные художественные произведения Т. В. Бусыревой в области скульптуры и декоративно-прикладного искусства, ей были созданы образы Святого Николая Чудотворца, Богородицы, Иисуса Христа, Преподобного Сергия Радонежского, а так же такие работы как: «Пастушок», «Ева», «Старушка», «Старик с со старухой», «Юность», «Портрет сестры», «Ярославна», «Аленушка», «Арлекин», «Северянка». С 1969 года Т. В. Бусырева была участником всероссийских, зарубежных и персональных выставок. Художественные произведения Т. В. Бусыревой находятся в музеях России и мира, в том числе в Государственной Третьяковской галерее, Государственном историко-литературном музее-заповеднике А. С. Пушкина, Государственном музее А. С. Пушкина, Государственном музее Л. Н. Толстого, Государственном историко-архитектурном, художественном и ландшафтном музее-заповеднике «Царицыно», в музее РАХ.
С 1973 года Т. В. Бусырева была избрана членом Союза художников СССР.  В 2015 году ей было присвоено почётное звание — Почётный член РАХ.
2 августа 1997 года Указом Президента России «За заслуги в области искусства» Т. В. Бусыревой было присвоено почётное звание Заслуженный художник Российской Федерации.

Скульптор работает преимущественно в жанре портрета. Как самобытного художника Татьяну Бусыреву отличают искренность, чистота, лиричность и духовность созданных ею образов, своеобразный пластический язык, использование фольклорных элементов. Наиболее оригинально в трактовке художницы дерево, которому она, одна из немногих современных скульпторов, хранит верность на протяжении всей своей творческой жизни. Одна из основных тем творчества  Бусыревой — Пушкиниана. С работами, посвященными поэту и его эпохе, она вошла в искусство в начале 1970-х годов. Щедро и остроумно обыгрывая приемы натурной пластики, фольклора, художник создает образы поэта и его окружения, панораму жизни столичной и провинциальной России

## Награды
- Заслуженный художник Российской Федерации (1997)[4]